# Hallgeir Brenden
Hallgeir Brenden (n. 10 februarie 1929, Comuna Trysil, Hedmark, Norvegia – d. 21 septembrie 2007, Comuna Lillehammer, Oppland, Norvegia) a fost un schior de fond norvegian, medaliat olimpic. A participat la 3 ediții ale Jocurilor Olimpice (1952, 1956, 1960) în care a câștigat două medalii de aur și două medalii de argint.